# Ricania depressicollis
Ricania depressicollis är en insektsart som beskrevs av Gustav Breddin 1900. Ricania depressicollis ingår i släktet Ricania och familjen Ricaniidae. Inga underarter finns listade i Catalogue of Life.